# Carlstad Crusaders
Carlstad Crusaders (español: Cruzados de Karlstad) es un equipo de fútbol americano de Karlstad, Condado de Värmland (Suecia).

## Historia
El equipo fue creado en 1990 con el nombre de Forshaga Crusaders, cambiando en 1991 a la actual denominación tras mudarse a Karlstad. En 1997 ascendieron a la máxima categoría de la liga sueca, la Superserien. 
En 2003 ganaron la Copa de la EFAF. 